# 금촌면
금촌면(金村面)은 조선시대 개항기 시절 있던 행정구역이다. 1914년 행정구역 통폐합 정책으로 미음면과 병합되어 양주군 미금면이 되었다. 당시 관할 지명은 일패정곡리(一牌鼎谷里), 이패봉두산리(二牌鳳頭山里), 삼패마산리(三牌馬山里), 사패평구리(四牌平丘里), 야동마산리(治東馬山里), 금곡리 등의 지역으로 미음면과 일부 상도면이 합쳐져서 미금면이 되었다. 조선총독부령 제111호에 따르면 남양주시 일패동, 이패동, 삼패동, 양정동, 금곡동, 평내동, 호평동 일대를 관할하는 지역에 이른다. 정순왕후의 아버지 김한구의 묘가 1774년 5월 금촌면의 야동마산리 지역으로 이장되어 왔다.
참고로 파주군의 금촌읍은 원래 지명이 아동면(衙洞面)이었다가 금촌읍으로 승격되었다.

## 역사
- 1466년 ~ 1914년 3월 31일: 조선 초중기에는 일패정곡리(一牌鼎谷里), 이패봉두산리(二牌鳳頭山里), 삼패마산리(三牌馬山里), 사패평구리(四牌平丘里), 야동마산리(治東馬山里)였다가 조선 후기에는 일패리, 이패리, 삼패리를 관할하는 금촌면이 생겼다.
- 1914년 4월 1일 : 금촌면과 미음면을 미금면으로 통합 후 폐지.
- 1980년 4월 1일 : 미금읍으로 승격 후, 9년 뒤인 1989년 미금시로 통합.